# Korporata Elektroenergjitike Shqiptare
Korporata Elektroenergjitike Shqiptare (KESH) est une entreprise qui opère des centrales thermiques et hydroélectriques en Albanie où elle est l'opérateur historique d'électricité. Le réseau électrique albanais, géré par KESH, compte environ 1,1 million de points de livraison (compteurs électriques), dont 70 % de consommateurs domestiques.